# Vlkoš (Přerovi járás)
Vlkoš település Csehországban, Přerovi járásban. Vlkoš Říkovice, Kyselovice, Žalkovice, Záříčí, Chropyně, Věžky és Bochoř településekkel határos. Lakosainak száma 678 fő (2024. január 1.).

## Népesség
A település lakosságának változását az alábbi diagram mutatja:
| Lakosok száma | 901  | 1069 | 1168 | 991  | 756  | 744  | 712  | 703  | 682  | 678  |
|               | 1869 | 1890 | 1921 | 1950 | 1980 | 2001 | 2017 | 2019 | 2022 | 2024 |